# متغیرهای اشتکار
متغیرهای اَشتِکار (به انگلیسی: Ashtekar variables) مجموعه‌ای از متغیرهای کانونیک هستند که راهی نامعمول برای بازنویسی متغیرهای کانونیک متریک در قاچهای فضایی سه بعدی بر حسب یک میدان پیمانه‌ای {\displaystyle SU(2)} و متغیرهای مکملش، نمایش می‌دهد. متغیرهای اشتکار نمایشی اتصالی از نسبیت عام کانونیک عرضه می‌کنند که منجر به نمایش حلقه‌ای نسبیت عام کوانتومی شد. این متغیرها در سال ۱۹۸۶ توسط اَبهِی اَشتِکار معرفی شدند.